# Universidad Rey Juan Carlos
Universidad Rey Juan Carlos – hiszpańska uczelnia z siedzibą w Móstoles.